# Orange
Orange S.A., «Оранж» — французская компания, один из крупнейших мировых телекоммуникационных операторов, предоставляет услуги сотовой связи, фиксированной связи а также доступа к интернету. Была образована в 1994 году под названием France Télécom, а в 2013 году была переименована в Orange. Около половины выручки приходится на Францию, также работает в Испании, Польше и нескольких других странах Европы, кроме этого ведёт деятельность в Африке и на Ближнем Востоке.

## История
Бренд Orange появился в 1994 году в Великобритании, когда компания Microtel Communications приобрела лицензию на развитие сотовой связи; в то время Microtel контролировалась гонконгским конгломератом Hutchison Whampoa и британской промышленной группой British Aerospace. В 1995 году была создана холдинговая компания Orange plc, акции которой были размещены на Лондонской фондовой бирже и бирже Nasdaq. В 1999 году Orange была куплена немецким концерном Mannesmann в сделке стоимостью 19,8 млрд фунтов стерлингов; Mannesmann был крупным производителем труб и автокомплектующих, но в 1990-х годах создал подразделение сотовой связи, занявшее значительные доли на рынках нескольких европейских стран. В 2000 году Mannesmann был поглощён британским сотовым оператором Vodafone (за 183 млрд долларов). Поскольку правила ЕС запрещали одному оператору иметь две лицензии в одной стране, компания Vodafone вынуждена была продать Orange французскому оператору связи France Télécom, выручив 37 млрд долларов. Постепенно France Télécom начала расширять использование бренда Orange на другие страны, включая Францию. В то же время в Великобритании в 2010 году France Télécom и Deutsche Telekom объединили свои дочерние компании в совместное предприятие EE, в 2016 году его купила British Telecom, и бренд Orange перестал использоваться в Великобритании.
В 2009 году была создана дочерняя компания в Армении Orange Armenia, но в 2015 году она была продана местному оператору связи Ucom. Также в 2009 году был куплен крупнейший египетский мобильный оператор Mobinil. В мае 2013 года всеобщее собрание акционеров одобрило переименование France Télécom в Orange, изменение название вступило в силу с 1 июля того же года. В 2014 году был куплен испанский мобильный оператор Jazztel.
В декабре 2019 года бывший генеральный директор Дидье Ломбар был осуждён на год условно и оштрафован на 15 тыс. евро в связи с серией самоубийств сотрудников компании в конце 2000-х годов. Судом были зафиксированы 18 самоубийств и 13 покушений на самоубийство в период с 2008 по 2010 год, это было связано с психологическим давлением на работе и массовыми увольнениями (тогда было сокращено более 20 тыс. человек). Компания Orange также была оштрафована по этому делу на 75 тыс. евро.

## Собственники и руководство
Правительству Франции принадлежит 23 % акций Orange через два инвестиционных учреждения — Агентство государственных участий (13,39 %) и Bpifrance (9,56 %). Остальные акции обращаются на парижской площадке биржи Euronext, Нью-Йоркской фондовой бирже и Итальянской фондовой бирже; из этих акций крупный пакет принадлежит инвестиционной компании Amundi (10,91 %).
- Жак Ашенбройх (Jacques Aschenbroich, род. 3 июня 1954 года) — председатель совета директоров с 2022 года; до этого, с 2008 года, был генеральным директором производителя автокомплектующих Valeo, перед этим карьера проходила в промышленной группе Saint-Gobain. Также входит в советы директоров BNP Paribas и TotalEnergies и в европейский совет Трёхсторонней комиссии.
- Кристель Хайдеман (Christel Heydemann, род. 9 октября 1974 года) — генеральный директор (CEO) с апреля 2022 года. Ранее работала в Alcatel и Schneider Electric.

## Деятельность

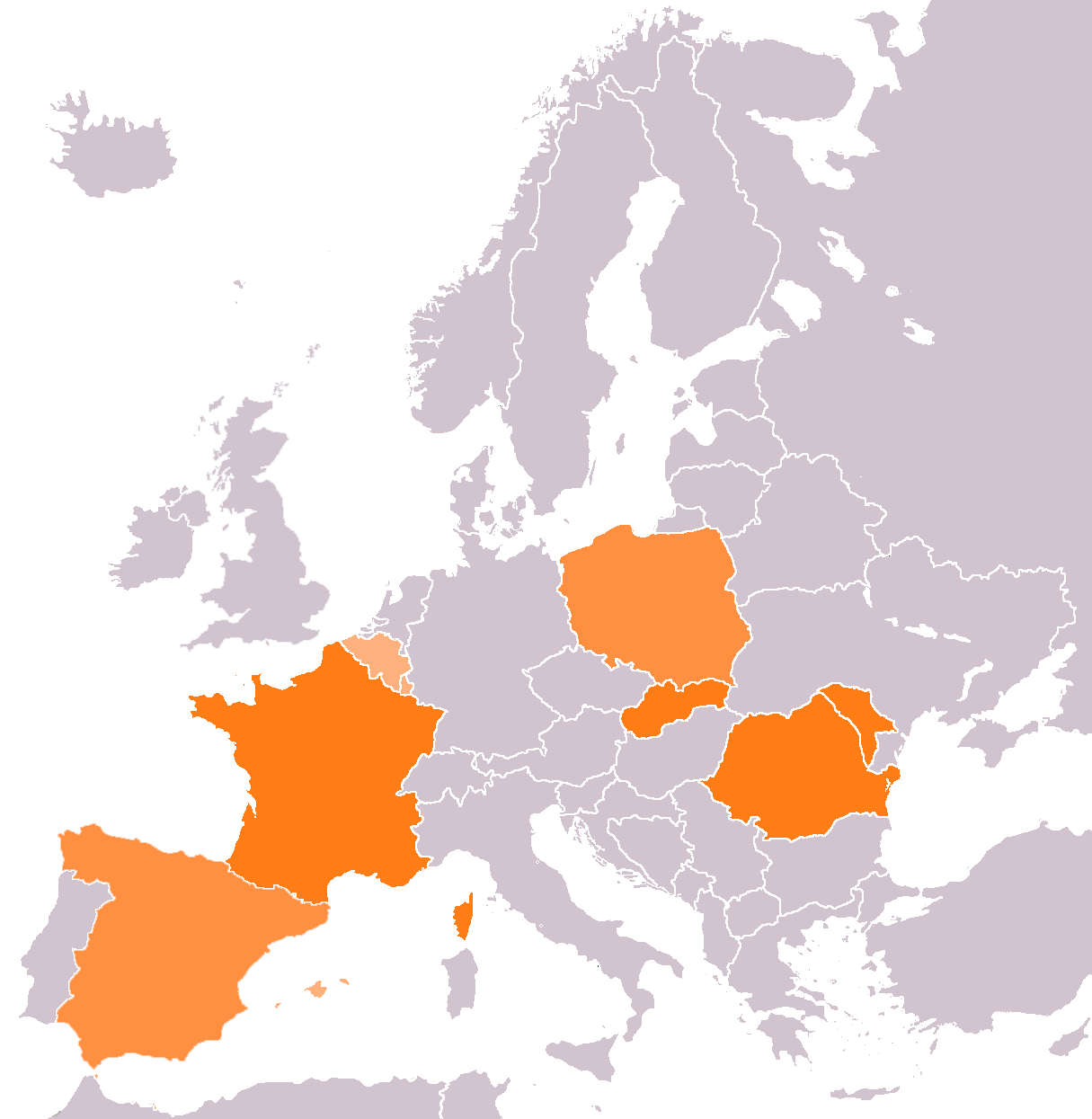
Orange в Европе

По состоянию на конец 2022 года компания обслуживала 287 млн абонентов, в том числе 241,9 млн абонентов мобильной связи и 24,3 млн абонентом широкополосного доступа к интернету. Также предоставляет некоторые виды банковских услуг через дочернюю компанию Orange Bank. Компании принадлежит 26,9 тыс. башен мобильной связи, также в полной или частичной собственности находятся подводные кабели связи общей протяженностью 450 тыс. км. Розничная сеть насчитывает 4900 торговых точек.
Предоставляет услуги мобильной связи в 26 странах:
- Европа: Бельгия (Orange Belgium[англ.]), Испания (Orange España[англ.]), Люксембург, Молдова, Польша (Orange Polska[англ.]), Румыния (Orange Romania[англ.]), Словакия (Orange Slovensko[англ.]), Франция.
- Африка и Ближний Восток: Ботсвана, Буркина-Фасо, Гвинея, Гвинея-Биссау, Демократическая Республика Конго (Orange RDC[англ.]), Египет (Orange Egypt[англ.]), Иордания, Камерун, Кот-д’Ивуар, Либерия, Маврикий, Мадагаскар, Мали, Марокко (Orange Morocco[англ.]), Сенегал, Сьерра-Леоне, Тунис (Orange Tunisia[англ.]), Центрально-Африканская Республика.

Подразделения по состоянию на 2022 год:
- Франция — услуги мобильной и стационарной связи, 41 % выручки;
- Европа — услуги связи в других странах Европы, 25 % выручки;
- Африка и Ближний Восток — услуги связи в ряде стран Африки и в Иордании, 15 % выручки;
- Предприятия — услуги корпоративной связи, 18 % выручки;
- Международные операторы и общие услуги — предоставление сетей виртуальным операторам связи, Orange Studio (производство контента) и др.; 3 % выручки;
- Orange Totem — управление сетью базовых станций мобильной связи во Франции и Испании, 2 % выручки.